# 1 decembrie
ianuarie • februarie • martie  • aprilie  • mai  • iunie  • iulie  • august  • septembrie  • octombrie  • noiembrie  • decembrie
1 decembrie este a 335-a zi a calendarului gregorian și a 336-a zi în anii bisecți. Mai sunt 30 de zile până la sfârșitul anului.

## Evenimente

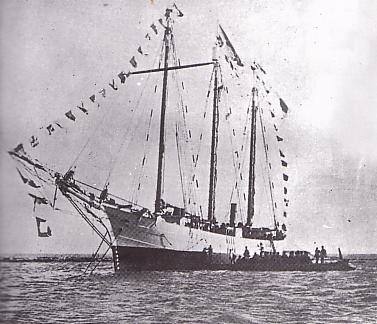
1910: În timpul așa-numitei "Epoca de Aur de cercetare a Antarcticii", nava Kainan Maru sub comanda japonezului Shirase Nobu părăsește portul Tokyo spre Antarctica. Expediția durează până la 20 iunie 1912.

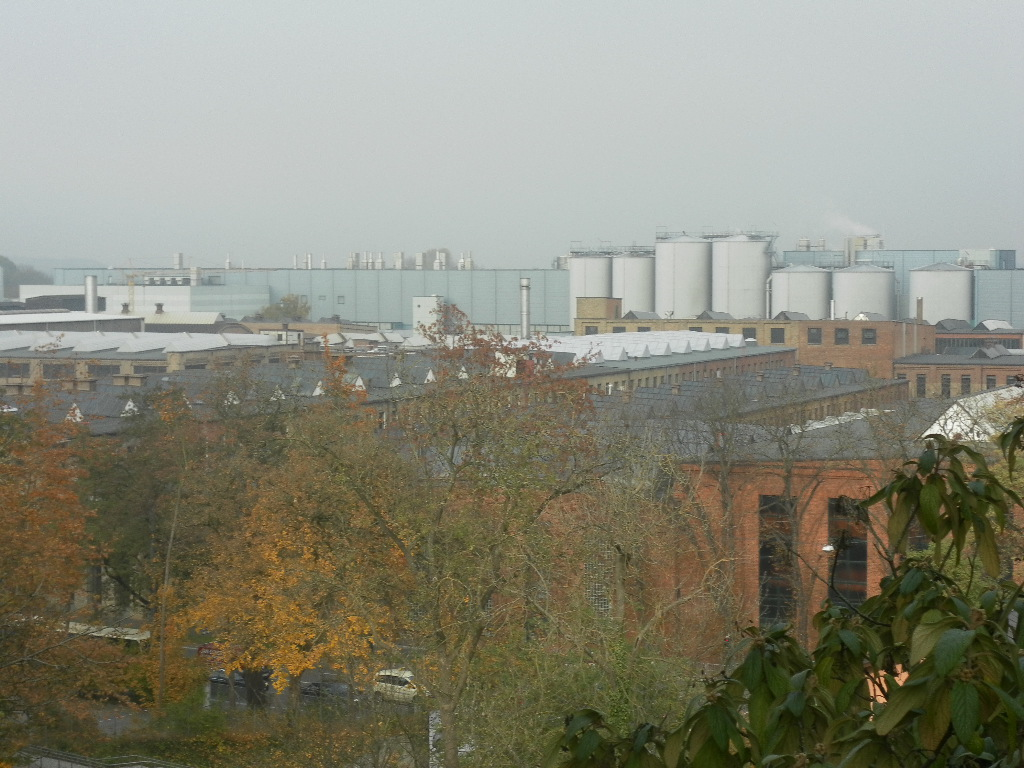
1918: Transilvania se unește cu Regatul României, format din principatele unite ale Moldovei și Țării Românești.

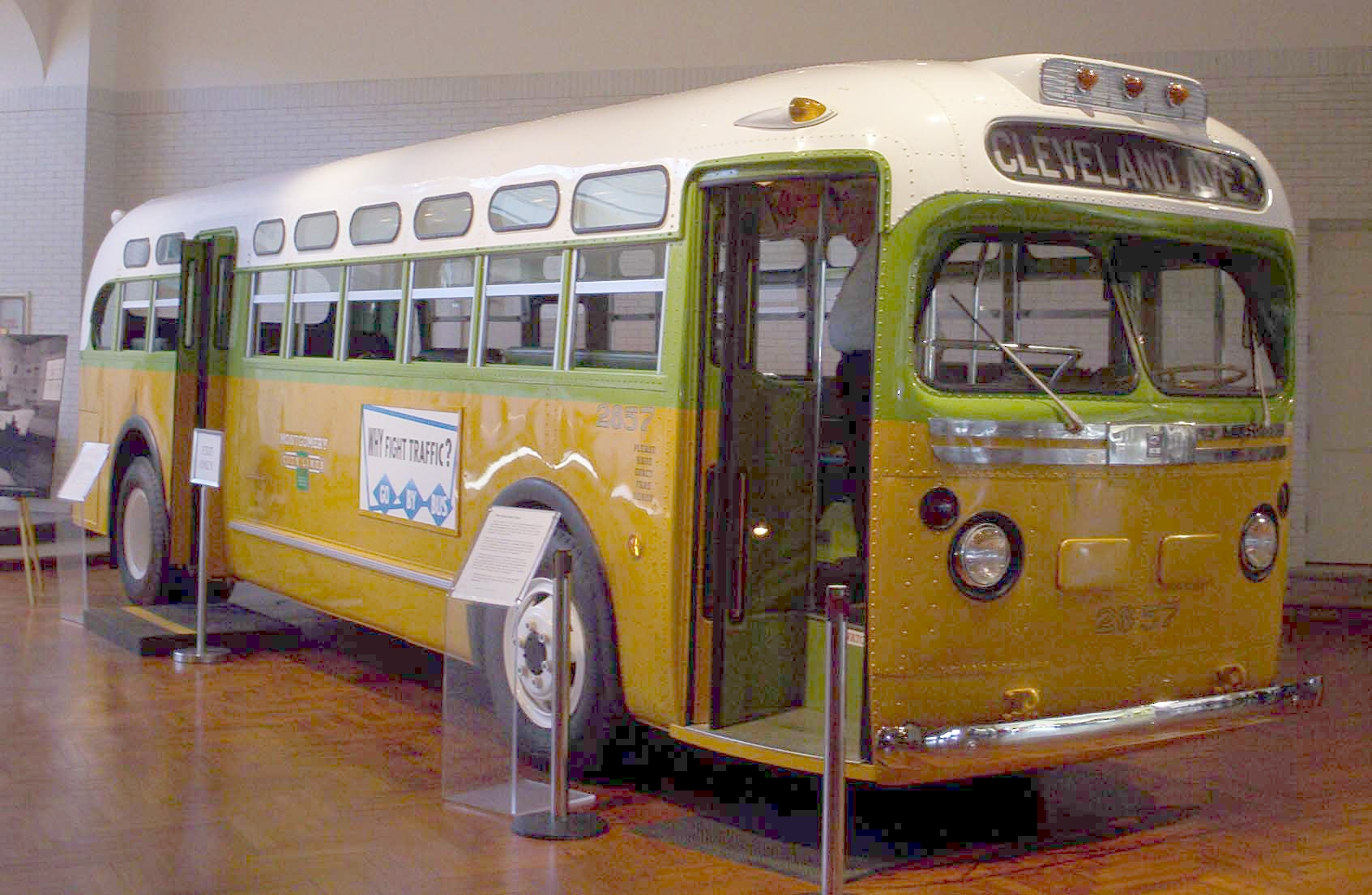
1953: Autobuzul nr 2857 cu care Rosa Parks călătorea înainte de a fi arestată pentru că a refuzat să cedeze locul unui călător alb.

- 1640: Portugalia își câștigă independența față de Spania iar João IV devine rege.
- 1800: Orașul Washington, fondat în anul 1791, a devenit capitala Statelor Unite ale Americii.
- 1822: Pedro I este încoronat împărat al Braziliei.
- 1835: Hans Christian Andersen publică prima sa carte de povești.
- 1864: Decret privind înființarea „Casei de Depuneri și Consemnațiuni”.
- 1878: A fost instalată prima linie telefonică la Casa Albă.
- 1906: La Paris a fost inaugurată prima clădire destinată cinematografului, „Cinema Omnia Pathe”.
- 1910: În timpul așa-numitei "Epoca de Aur de cercetare a Antarcticii", nava Kainan Maru sub comanda japonezului Shirase Nobu părăsește portul Tokyo spre Antarctica. Expediția durează până la 20 iunie 1912.
- 1916: Primul Război Mondial: La București s–a instalat administrația militară germană. Valoarea totală a pagubelor provocate de ocupație se ridică, în noiembrie 1918, la aproape 18 miliarde lei aur.
- 1917: Ia ființă „Agenția Telegrafică din Petrograd” (TASS, azi ITAR–TASS ).
- 1918: Marea Adunare Națională de la Alba Iulia proclamă unirea Transilvaniei, Banatului, Crișanei și Maramureșului cu Regatul României.
- 1918: Serbia, Muntenegru, Macedonia, Slovenia, Croația, Dalmația, Voivodina și Bosnia și Herțegovina se unesc în „Regatul sârbilor, croaților și slovenilor”.
- 1919: Este investit primul guvern de coaliție din istoria interbelică a României, condus de Alexandru Vaida-Voievod
- 1919: Inaugurarea Teatrului Național Românesc din Cluj, cu spectacolul "Se face ziuă" și "Poemul Unirii" de Zaharia Bârsan, primul său director. Teatrul Maghiar din Cluj este mutat în „Cercul Teatral” al lui Jenő Janovics, clădire în care își desfășoară de atunci activitatea.
- 1920: Consiliul orășenesc al orașului Brașov a donat Castelul Bran Reginei Maria a României, ca semn de recunoștință față de contribuția sa la înfăptuirea Marii Uniri de la 1 decembrie 1918.
- 1925: Sunt semnate la Londra Acordurile adoptate la Conferința de la Locarno (Elveția) între Franța, Anglia, Belgia, Italia, Polonia, Cehoslovacia și Germania, ce prevedeau respectarea granițelor stabilite prin Tratatul de la Versailles și a Acordurilor de demilitarizare a zonei Rinului.
- 1934: În Uniunea Sovietică, Serghei Kirov, membru al Biroului Politic, este împușcat mortal de Leonid Nikolaev la sediul Partidului Comunist din Leningrad.
- 1936: Este inaugurat Arcul de Triumf din București, în prezența regelui Carol al II–lea și a reginei Maria.
- 1941: Al Doilea Război Mondial: Împăratul Hirohito al Japoniei dă aprobarea finală pentru a iniția războiul împotriva Statelor Unite.
- 1947: Legația română de la Praga devine ambasadă.
- 1948: Prin decretul comunist nr. 358 este desființată Biserica Română Unită cu Roma, Greco-Catolică.
- 1953: Rosa Parks a fost arestată la Montgomery, Alabama, SUA, pentru că a refuzat să cedeze locul în autobuz unui călător alb.
- 1959: Este semnat Tratatul Antarcticii, prin care s-a interzis efectuarea de teste militare în Antartica. Tratatul este semnat de 12 națiuni, printre care și SUA.
- 1963: Ridicarea legațiilor româna și britanică de la Londra și de la București la rangul de ambasade.
- 1990: La Alba Iulia a avut loc ședința solemnă a Parlamentului României consacrată sărbătoririi zilei de 1 Decembrie. Aceasta devine pentru prima dată Ziua Națională a României
- 1990: S-a încheiat operațiunea de săpare a tunelului între Marea Britanie și Europa, unind astfel pentru prima dată continentul european de insulele britanice.
- 1991: Războiul Rece: alegătorii ucraineni aprobă în mod covârșitor un referendum pentru independența față de Uniunea Sovietică.
- 1995: A emis pentru prima dată, prima dintr-o serie de televiziuni „Media Pro”, Pro TV.
- 2005: Marea Britanie: Casa de licitații Sotheby's scoate la licitație un manuscris unic scris de marele compozitor Ludwig van Beethoven și care a fost pierdut pentru mai mult de un secol. Prețul de deschidere al vânzării a fost estimat la peste 1 milion de lire sterline.
- 2007: Se lansează în limba română volumul 7 din seria "Harry Potter": Harry Potter și Talismanele Morții.
- 2009: Intră în vigoare Tratatul de la Lisabona.
- 2016: În urma decesului regelui Bhumibol Adulyadej, fiul său Maha Vajiralongkorn Bodindradebayavarangkun este proclamat rege al Thailandei.

## Nașteri
- 1081: Regele Ludovic al VI-lea al Franței (d. 1137)
- 1083: Ana Comnena, prințesă bizantină (d. 1153)
- 1443: Magdalena de Valois, fiica regelui Carol al VII-lea al Franței, regentă a Navarei (d. 1495)
- 1743: Martin Heinrich Klaproth, chimist german (d. 1817)
- 1761: Marie Tussaud, fondatoarea „Muzeului figurilor de ceară” din Londra (d. 1850)
- 1792: Nicolai Ivanovici Lobacevski, matematician rus (d. 1856)

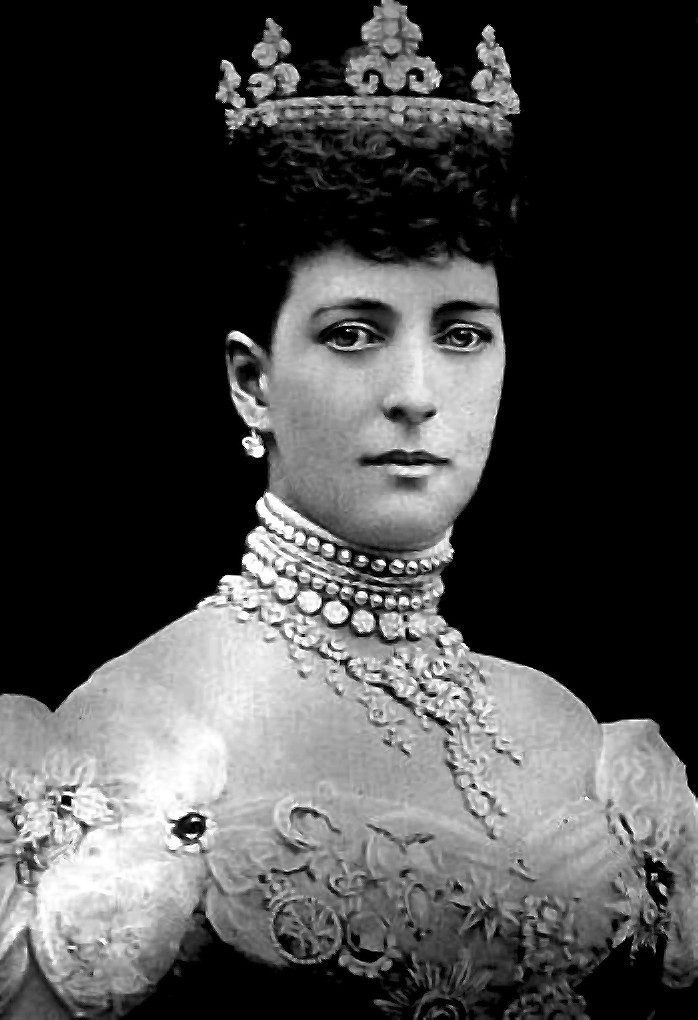
Alexandra a Danemarcei, soția regelui Eduard al VII-lea al Regatului Unit
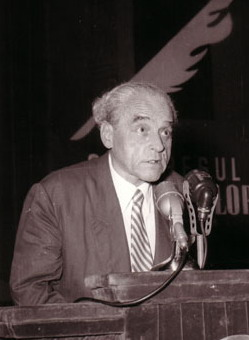
Cezar Petrescu, scriitor român
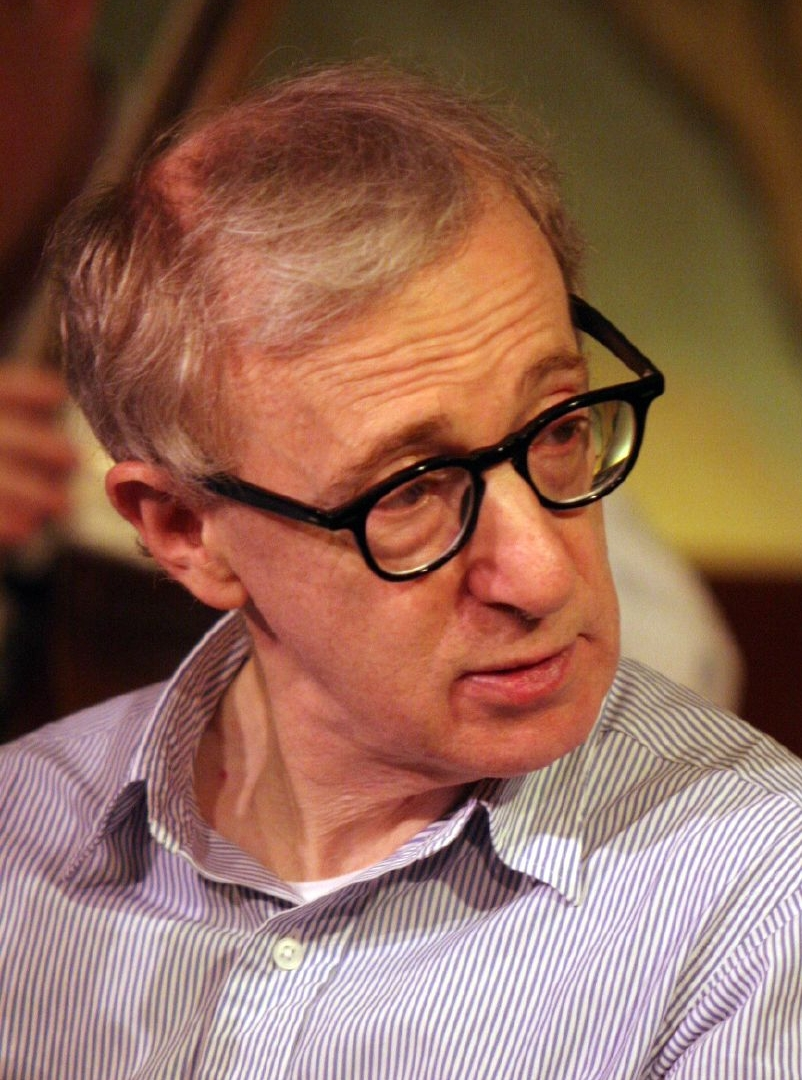
Woody Allen, regizor, actor american

- 1840: Victoria Dubourg, pictoriță franceză (d. 1926)
- 1844: Alexandra a Danemarcei, soția regelui Eduard al VII-lea al Regatului Unit (d. 1925)
- 1844: Alexiu Berinde, preot protopop, memorandist, politician și unionist român (d. 1923)
- 1872: Gheorghe Petrașcu, pictor român (d. 1949)
- 1873: Valeri Briusov, pictor rus (d. 1924)
- 1884: Karl Schmidt-Rottluff, pictor german (d. 1976)
- 1885: Anne Dangar, pictoriță australiană (d. 1951)
- 1892: Cezar Petrescu, scriitor român (d. 1961)
- 1896: Gheorghi Jukov, general rus (d. 1974)
- 1905: Clarence Zener, fizician american (d. 1993)
- 1925: Andrei Scrima, teolog ortodox român, unul dintre fondatorii "Grupului de la Antim" (d. 2000)
- 1929: Alfred Moisiu, politician albanez, președintele Albaniei în perioada 2002-2007
- 1931: Andrzej Stanisław Bogusławski, lingvist polonez
- 1931: Johnny Răducanu, muzician de jazz supranumit Mr. Jazz Of România (d. 2011)
- 1934: Șerban Dobrescu, fizician român
- 1935: Woody Allen, regizor, actor american
- 1936: Akira Kubo, actor japonez
- 1937: Vaira Vīķe-Freiberga, politician leton, președinte al țării (prima femeie președinte în Letonia) în perioada 1999-2007
- 1942: John Clauser, fizician american
- 1943: Danny Huwé, jurnalist belgian (d. 1989)
- 1944: John Densmore, muzician și compozitor american
- 1945: Bette Midler, actriță americană
- 1945: Ghennadi Hazanov, actor rus
- 1945: Ghiță Licu, handbalist român (d. 2014)
- 1947: Tahar Ben Jelloun, poet și pictor marocan
- 1948: Remo Girone, actor italian
- 1949: Pablo Escobar, traficant de droguri, liderul cartelului Medellín (d. 1993)
- 1949: Ion Moraru, politician român
- 1949: Sebastián Piñera, politician chilian, al 35-lea președinte al Chile între 2010-2014
- 1949: Angelica Stoican, cântăreață română de muzică populară
- 1951: Jaco Pastorius, basist (ch. bas) american de jazz (d. 1987)
- 1951: Stelică Morcov, luptător olimpic român
- 1951: Treat Williams, actor american (d. 2023)
- 1952: Ioan Adam, politician român
- 1958: Javier Aguirre, jucător și antrenor mexican de fotbal
- 1958: Ekkehard Klemm, dirijor german
- 1960: Adîlbek Kasîmaliev, politician kirghiz, președinte al Cabinetului de miniștri al Kârgâzstanului
- 1960: Leontina Văduva, soprană franceză de origine română
- 1963: Tiberiu Bărbulețiu, politician român
- 1964: Salvatore Schillaci, fotbalist italian (d. 2024)
- 1967: Nestor Carbonell, actor american
- 1970: Sarah Silverman, actriță americană
- 1971: Vasile Bîtca, politician moldovean
- 1972: Norbert Wójtowicz, istoric, teolog și publicist polonez
- 1975: Vladimir Grosu, politician moldovean
- 1981: Nora von Waldstätten, actriță austriacă
- 1982: Diego Cavalieri, fotbalist brazilian
- 1985: Nathalie Moellhausen, scrimeră italiano-braziliană
- 1987: Klára Szekeres, handbalistă română
- 1989: Barry Bannan, fotbalist scoțian
- 1989: Bella Santiago, cântăreață filipinezo-română
- 1990: Liam Highfield, jucător englez de snooker
- 1994: Ivy Latimer, actriță australiană de origine americană
- 2001: Aiko, prințesă japoneză, fiica împăratului Naruhito

## Decese
- 1135: Henric I al Angliei
- 1455: Lorenzo Ghiberti, bijutier și sculptor italian (n. 1378)
- 1483: Charlotte de Savoia, a doua soție a regelui Ludovic al XI-lea al Franței (n. 1441)
- 1521: Papa Leon al X-lea, (n. 1475)
- 1530: Margareta de Austria, Ducesă de Savoia (n. 1480)

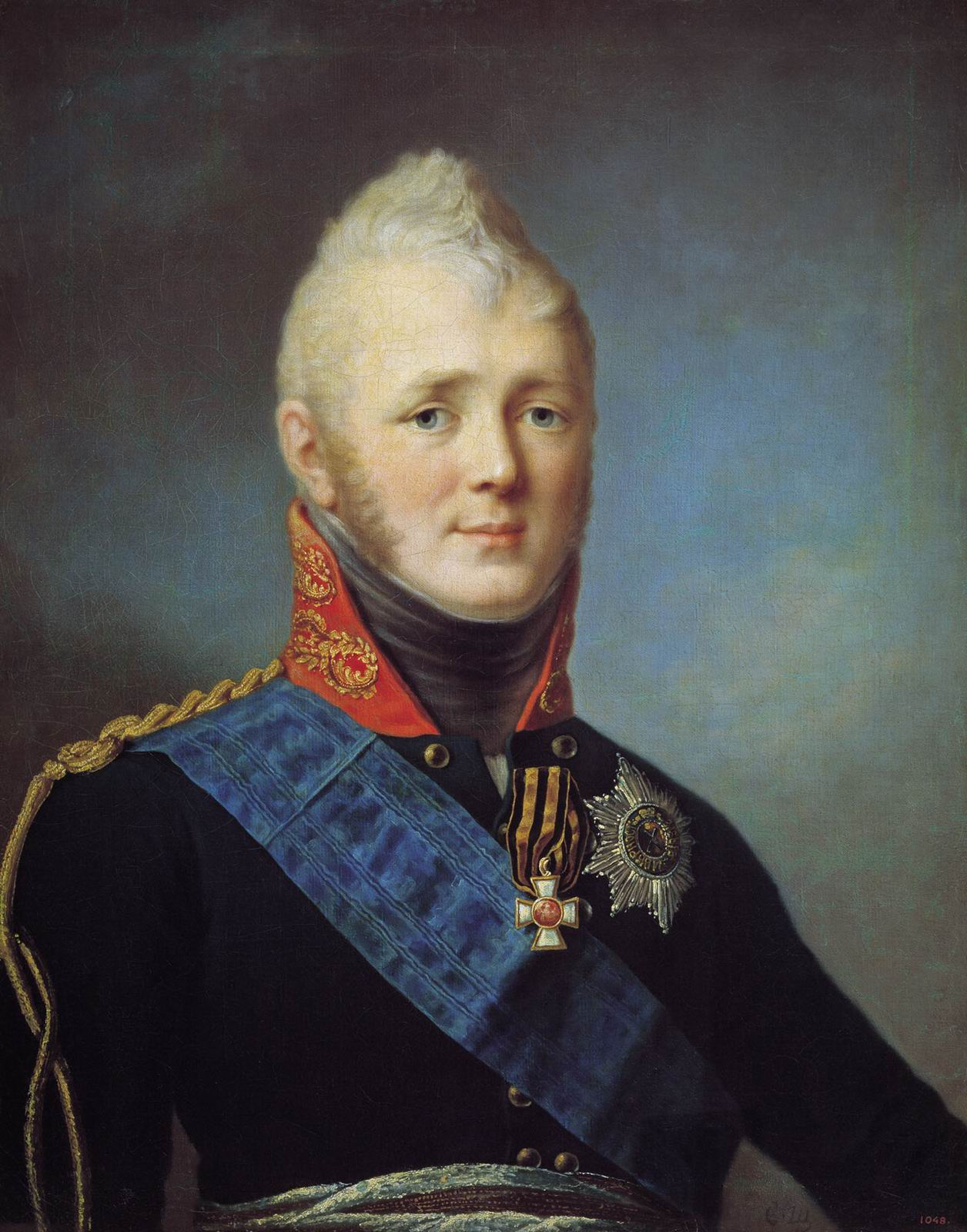
Alexandru I, țar al Rusiei
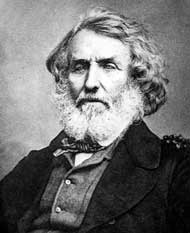
George Everest, geograf britanic

- 1633: Isabella Clara Eugenia, soția spaniolă a lui Albert al VII-lea, Arhiduce de Austria (n. 1566)
- 1709: Abraham a Sancta Clara, scriitor austriac (n. 1644)
- 1825: Alexandru I, țar al Rusiei (1801-1825) (n. 1777)
- 1830: Papa Pius al VIII-lea (n. 1761)
- 1840: Jean-Pierre Granger, pictor francez (n. 1779)
- 1866: George Everest, geograf britanic (n. 1790)
- 1908: Leonida Pop, Feldzeugmeister imperial austriac (n. 1841)
- 1916: Charles de Foucauld, explorator și pustnic francez (n. 1858)
- 1934: Serghei Kirov, inginer și politician rus (n. 1886)
- 1960: Ion Vasilescu, compozitor român (n. 1903)
- 1968: Nicolae Bretan, compozitor și bariton român (n. 1887
- 1973: David Ben Gurion, om politic, prim ministru al Israelului (n. 1886)
- 1977: Petre Constantinescu-Iași, istoric și om politic, membru al Academiei Române (n. 1892)
- 1987: James Baldwin, scriitor și poet american (n. 1924)
- 1991: George Stigler, economist american, laureat Nobel (n. 1911)
- 1992: Petru Tocănel, călugăr franciscan român (n. 1911)
- 2004: Prințul Bernhard de Lippe-Biesterfeld (n. 1911)
- 2006: Jørgen Gustava Brandt, poet danez (n. 1929)
- 2006: Claude Jade, actriță franceză (n. 1948)
- 2008: Aurel Vernescu, caiacist român, dublu laureat cu bronz la Olimpiadă (n. 1939)
- 2011: Andrei Blaier, regizor și scenarist român (n. 1933)
- 2017: Enrico Castellani, pictor italian (n. 1930)
- 2020: Eduardo Lourenço, scriitor, filozof, eseist și critic literar portughez (n. 1923)
- 2022: Mylène Demongeot, actriță franceză de film (n. 1935)

## Sărbători
- România: Ziua Națională
- Republica Centrafricană: Ziua națională. Aniversarea republicii (1958)
- Ziua mondială de combatere a SIDA
- Sf. Proroc Naum; Cuv. Filaret Milostivul (calendar ortodox și greco-catolic)